# 孫銓 (清朝畫家)
孙铨（1755年—1824年），字鑑堂，號少迂，又號小迂，江蘇昆山人。
貢生孫麟趾之子。乾隆二十年乙亥（1755年）出生。性好作畫，尤喜作兰竹，中年兼画山水與人物，客居京师时，名動公卿。與翁方綱、法式善友好。又工書法，師法赵孟頫。乾隆四十五年舉於鄉，以官学教习选南汇训导。嘉庆十八年，由制府铁保、百龄荐授山東陽信知县。斷狱多平恕。後因失察典史滥刑而罢官。晚年僑寓济南。道光四年（1824年）卒，得年七十。存世的书画作品甚少。有七子三女。